# غل زاغ (بالش)
غل زاغ (بالفارسية: گل زاغ) هي قرية تقع في إيران في البلدة المركزية.